# Robert-Hermann Tenbrock
Robert-Hermann Tenbrock (* 2. April 1908 in Gelsenkirchen-Horst; † 23. November 1995 in Mainz) war ein deutscher Historiker und Gymnasiallehrer. 

## Leben
Robert-Hermann Tenbrock war der erste Sohn des Buchhalters Engelbert Tenbrock und seiner Ehefrau Anna Tenbrock. 1914 bis 1919 besuchte er die Volksschule in Selm, anschließend ein Gymnasium in Dülmen. 1922 wechselte er auf die Klosterschule in Hiltrup. 1927 absolvierte er als externer Schüler in Münster das Abitur und nahm an der Universität Münster ein Studium der Geschichte, Philosophie, Kunstgeschichte und Anglistik auf. Nach einigen Semestern an Universitäten in Wien, Freiburg und Frankfurt legte er 1932 in Münster das philologisches Staatsexamen ab und wurde  im Folgejahr mit dem Thema Eherecht und Ehepolitik bei Innocenz III. promoviert.
Ab 1933 arbeitete er bei der Monumenta Germaniae Historica in Berlin. Schon damals stand er dem NS-Regime kritisch gegenüber, sah deshalb keine Perspektive im wissenschaftlichen Bereich und wechselte in den Schuldienst. 1936 erhielt er eine Anstellung am Marienlyzeum in Gelsenkirchen. Im selben Jahr heiratete er Cäcilie Möller, 1939 wurde er Vater einer Tochter. Nach Ausbruch des Zweiten Weltkriegs war er zunächst als Dolmetscher für Englisch freigestellt und wurde später Verhör- und Nachrichtenoffizier im Rang eines Leutnants. Während der alliierten Invasion 1944 war er als Spezialist bei Vernehmungen kriegsgefangener Soldaten in Frankreich eingesetzt, bis er in Cherbourg in britische Kriegsgefangenschaft geriet. 
„Deutsche Geschichte. Von den Urzeiten bis 1945“
Mit Billigung der Briten veranstaltete Tenbrock Englischkurse für seine Mitgefangenen und hielt Vorträge über deutsche Geschichte. Aus Konzepten für seine Vorträge und Diskussionsnotizen entstand sein Buch „Deutsche Geschichte. Von den Urzeiten bis 1945“. Es erschien mit einem auf den November 1945 datierten Vorwort, wahrscheinlich noch im selben Jahr. Das Buch wurde im Auftrag der weltweit tätigen YMCA gedruckt, laut Impressum ausschließlich für deutsche Kriegsgefangene. Es sollte eine Gesamtschau deutscher Geschichte von der Altsteinzeit bis in die unmittelbare Vergangenheit hinein bieten. Das Vorwort beginnt mit der Erklärung:

„Diese Darstellung der Deutschen Geschichte ist in der Kriegsgefangenschaft entstanden. Die Vorarbeiten jedoch reichen zurück bis in die Zeit vor dem Kriege. Schon damals versuchte ich, mir […] ein objektives Bild über die tragische deutsche Entwicklung der letzten Jahrzehnte zu machen. […] Es ist hiermit der Versuch unternommen, die Entwicklung der deutschen Geschichte besonders der neueren Zeit in ihrer für unser Volk so verderblichen Folgerichtigkeit als etwas Ganzes zu betrachten. Gerade einzelne Vorgänge, besonders in der preußischen Geschichte, haben mich […] zu der Auffassung geführt, dass es nicht immer angängig ist, bestimmte Gestalten und Ereignisse nur auf dem Hintergrund und aus ihrer Zeit zu verstehen.“

In der Gefangenschaft traf Tenbrock unter anderem auf Karl-Eduard von Schnitzler, der schon vor Hitlers Machtübernahme Sympathien für den Kommunismus entwickelt hatte und inzwischen Beiträge im Londoner Rundfunk der BBC mit dem Titel „Hier sprechen deutsche Kriegsgefangene zur Heimat“ redigierte. Schnitzler stritt mit Tenbrock heftig über politische Fragen und drohte ihm schließlich den Tod an, sollte er ihm später in Deutschland in die Hände fallen. Dazu kam es jedoch nicht. Schnitzler ging 1947 in die Sowjetische Besatzungszone und moderierte dort später viele Jahre lang den Schwarzen Kanal, was ihm in der Bevölkerung den Namen „Sudel-Ede“ einbrachte.
Nachkriegszeit
1946 wurde Tenbrock aus der Kriegsgefangenschaft entlassen, kehrte nach Deutschland zurück und nahm den Schuldienst wieder auf, zunächst am Geschwister-Scholl-Gymnasium in Lüdenscheid. 1949 erschienen im Verlag Ferdinand Schöningh eine zweite, völlig überarbeitete Auflage seines Buches zur deutschen Geschichte und eine Zusammenfassung der aus seiner Sicht wichtigsten Ereignisse in drei Heften als „Geschichte in Zahlen“, von denen 1950 bereits die fünfte Auflage gedruckt wurde, inzwischen in einbändiger Form. Im selben Jahr wechselte Tenbrock an das Jungengymnasium Wanne-Eickel. 1951 wurde seine erste Ehe geschieden, 1952 heiratete er Ulrike Selter, eine ehemalige Schülerin. 
In den 1950ern gab er weitere Lehrbücher für den Geschichtsunterricht heraus. Kurz nach der Geburt seines Sohnes übernahm er 1956 die Leitung der Deutschen Schule in Istanbul, musste sie jedoch 1960 wegen Kompetenzstreitigkeiten wieder abgeben. Durch Vermittlung des sozialdemokratischen Bildungspolitikers Ernst Schütte wurde er mit Jahresbeginn 1961 Direktor des Leibniz-Gymnasiums in Wiesbaden. Zugleich nahm er seine Tätigkeit als Lehrbuch-Autor wieder auf. 1969 stiftete er den mit 4000 DM dotierten Robert-Hermann-Tenbrock-Preis „für eine vorbildlich didaktisch-methodische und auf den neuesten Ergebnissen der wissenschaftlichen Forschung beruhende Darstellung der Geschichte der europäischen Völkerfamilie in einem Geschichtswerk konzipiert für Schüler, unabhängig von der Schulform, unter besonderer Berücksichtigung der wirtschaftlichen und politischen Integrationsbestrebungen der jüngsten Vergangenheit“, der 1972 erstmals verliehen wurde. Anlässlich der ersten Preisverleihung erklärte Tenbrock:

„Zwar war ich nie der Ansicht, dass Schule, Schulbücher und Erziehung die Welt verändern könnten. Aber ich bin doch der Auffassung, dass es über sie gelingen könnte, bei jungen Menschen Vorurteile abzubauen und sie von der Geschichte her zum Nachdenken darüber zu bringen, wo die Ursprünge eines bestimmten, vorherrschenden […] Denkens, Verhaltens und Handelns gelegen haben könnten und welche Folgerungen daraus […] im Verhältnis nicht nur zum eigenen Volk, sondern auch zu anderen Völkern zu ziehen seien.“

Für seine pädagogische Arbeit erhielt er das Bundesverdienstkreuz 1. Klasse. Seine letzten Lebensjahre verbrachte er in Mainz, wo er 1995 im Alter von 87 Jahren starb.

## Schriften
- Eherecht und Ehepolitik bei Innocenz III. Halbach, Dortmund-Hörde 1935 (Dissertation).
- Deutsche Geschichte von den Urzeiten bis 1945. Kriegsgefangenenhilfe des Weltbundes der Christlichen Vereine Junger Männer in England, 1945
- (Hrsg.): Zeiten und Menschen. Schöningh & Schroedel Verlag, Paderborn 1965 ff.
- A History of Germany. Hueber, 1968
- Außerdeutsche Verfassungen. Schöningh & Schroedel Verlag, Paderborn 1974